# Lamonzie-Montastruc
Ne doit pas être confondu avec Lamonzie-Saint-Martin.
Lamonzie-Montastruc est une commune française située dans le département de la Dordogne, en région Nouvelle-Aquitaine.

## Géographie

### Généralités
Dans le sud du département de la Dordogne, en Bergeracois, la commune de Lamonzie-Montastruc est située dans l'aire d'attraction de Bergerac. Elle est traversée par le Caudeau et son affluent la Louyre, et bordée à l'ouest par son autre affluent la Seyze.
Entouré d'une végétation boisée, une centaine de mètres à l'est de la route départementale (RD) 21, le petit bourg de Lamonzie-Montastruc se situe, en distances orthodromiques, dix kilomètres au nord-est de Bergerac et treize kilomètres à l'ouest-nord-ouest de Lalinde. Il est implanté sur le coteau entre Louyre et Caudeau, à environ 200 mètres de leur confluence.
La commune est également desservie par la route nationale 21 sur toute sa bordure ouest ainsi que par la RD 32 au sud-est et la RD 21E1 au sud-ouest.

### Communes limitrophes
Lamonzie-Montastruc est limitrophe de six autres communes. Au sud-ouest, le territoire communal est distant d'environ 120 mètres de celui de Creysse et au sud-est de 250 mètres de celui de Mouleydier.
| Campsegret | Saint-Georges-de-Montclard |                   |
| Queyssac   | Lamonzie-Montastruc        | Liorac-sur-Louyre |
| Lembras    | Saint-Sauveur              |                   |

### Géologie et relief

#### Géologie
Situé sur la plaque nord du Bassin aquitain et bordé à son extrémité nord-est par une frange du Massif central, le département de la Dordogne présente une grande diversité géologique. Les terrains sont disposés en profondeur en strates régulières, témoins d'une sédimentation sur cette ancienne plate-forme marine. Le département peut ainsi être découpé sur le plan géologique en quatre gradins différenciés selon leur âge géologique. Lamonzie-Montastruc est située dans le troisième gradin à partir du nord-est, un plateau formé de calcaires hétérogènes du Crétacé.
Les couches affleurantes sur le territoire communal sont constituées de formations superficielles du Quaternaire et de roches sédimentaires datant pour certaines du Cénozoïque, et pour d'autres du Mésozoïque. La formation la plus ancienne, notée c5c, date du Campanien 3, une alternance de marnes à glauconie et de calcaires crayo-marneux jaunâtres. La formation la plus récente, notée CF, fait partie des formations superficielles de type colluvions indifférenciées sablo-argileuses et argilo-sableuses. Le descriptif de ces couches est détaillé dans  la feuille « no 806 - Bergerac » de la carte géologique au 1/50 000 de la France métropolitaine, et sa notice associée.

Carte géologique de Lamonzie-Montastruc.

#### Relief et paysages
Le département de la Dordogne se présente comme un vaste plateau incliné du nord-est (491 m, à la forêt de Vieillecour dans le Nontronnais, à Saint-Pierre-de-Frugie) au sud-ouest (2 m à Lamothe-Montravel). L'altitude du territoire communal varie quant à elle entre 48 m au sud-ouest du lieu-dit Landrevie Basse, là où le Caudeau quitte la commune pour servir de limite entre celles de Lembras et Saint-Sauveur et 162 ou 163 m à l'extrême nord, en bordure de la commune de Saint-Georges-de-Montclard, à l'ouest du lieu-dit le Garry,.
Dans le cadre de la Convention européenne du paysage entrée en vigueur en France le 1er juillet 2006, renforcée par la loi du 8 août 2016 pour la reconquête de la biodiversité, de la nature et des paysages, un atlas des paysages de la Dordogne a été élaboré sous maîtrise d’ouvrage de l’État et publié en octobre 2020. Les paysages du département s'organisent en huit unités paysagères et 14 sous-unités. La commune fait partie du Périgord central, un paysage vallonné, aux horizons limités par de nombreux bois, plus ou moins denses, parsemés de prairies et de petits champs.
La superficie cadastrale de la commune publiée par l'Insee, qui sert de référence dans toutes les statistiques, est de 20,66 km2,,. La superficie géographique, issue de la BD Topo, composante du Référentiel à grande échelle produit par l'IGN, est quant à elle de 20,67 km2.

### Hydrographie

#### Réseau hydrographique
La commune est située dans le bassin de la Dordogne au sein du Bassin Adour-Garonne. Elle est drainée par le Caudeau, la Louyre, la Seyze, et par divers petits cours d'eau, qui constituent un réseau hydrographique de 20 km de longueur totale,.
Le Caudeau, d'une longueur totale de 38,47 km, prend sa source dans la commune de Veyrines-de-Vergt et se jette dans la Dordogne en rive droite à Bergerac, juste en aval du barrage de Bergerac. Il traverse la commune sur six kilomètres du nord-est au sud-ouest, marquant la limite avec Saint-Sauveur sur plus de deux kilomètres.
La Louyre, d'une longueur totale de 25,51 km, prend sa source dans la commune de Val de Louyre et Caudeau (territoire de l'ancienne commune de Cendrieux) et se jette dans le Caudeau en rive gauche sur la commune, une centaine de mètres à l'ouest du bourg, après avoir traversé l'est de la commune sur trois kilomètres.
La Seyze (ou Galinat dans sa partie amont), d'une longueur totale de 9,58 km, prend sa source à Montagnac-la-Crempse et se jette dans le Caudeau en rive droite à Lembras, face à Creysse,. Elle sert de limite territoriale à l'ouest avec Queyssac sur près de deux kilomètres et demi.

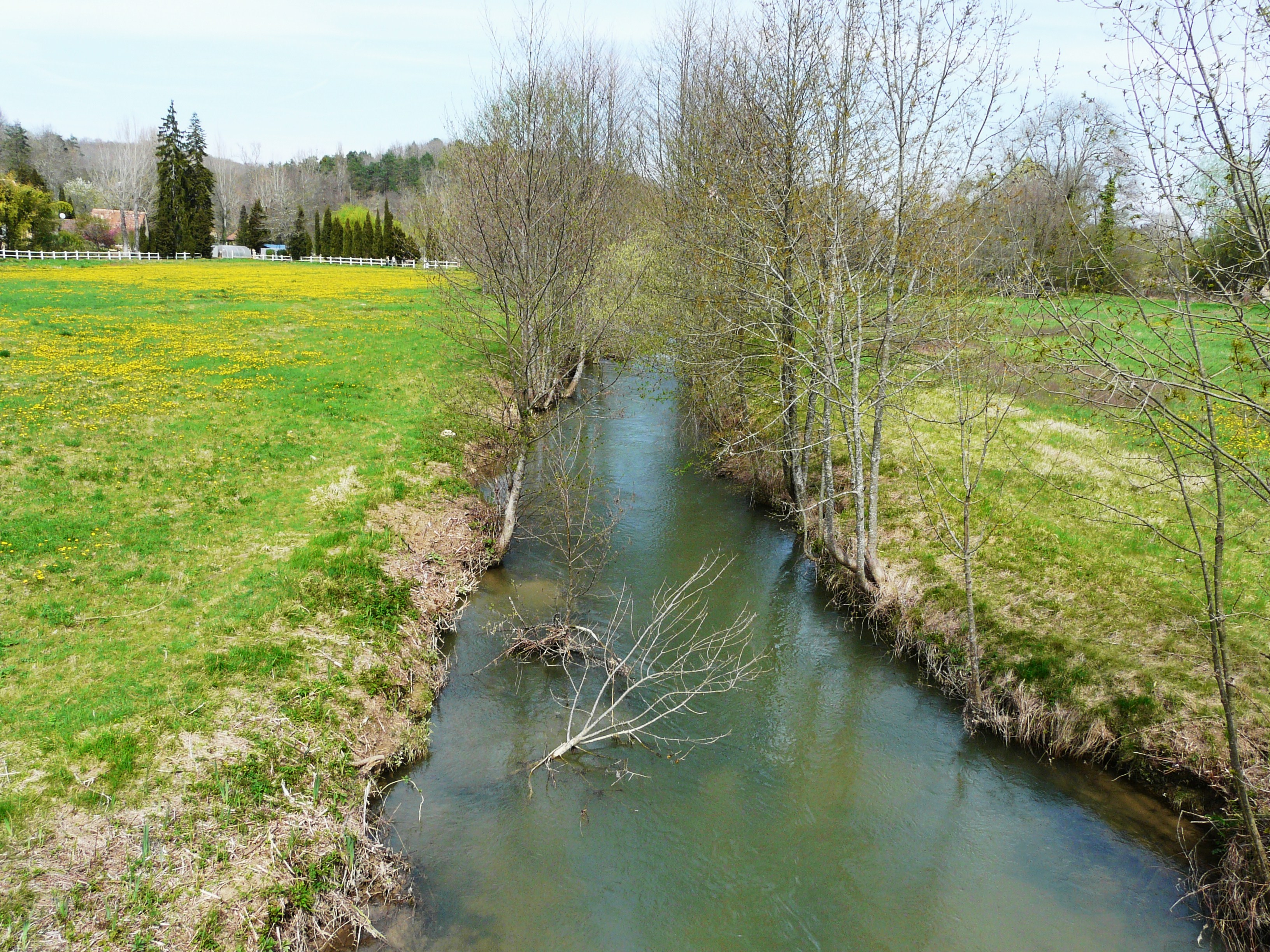
Le Caudeau marque la limite entre Lamonzie-Montastruc et Saint-Sauveur.
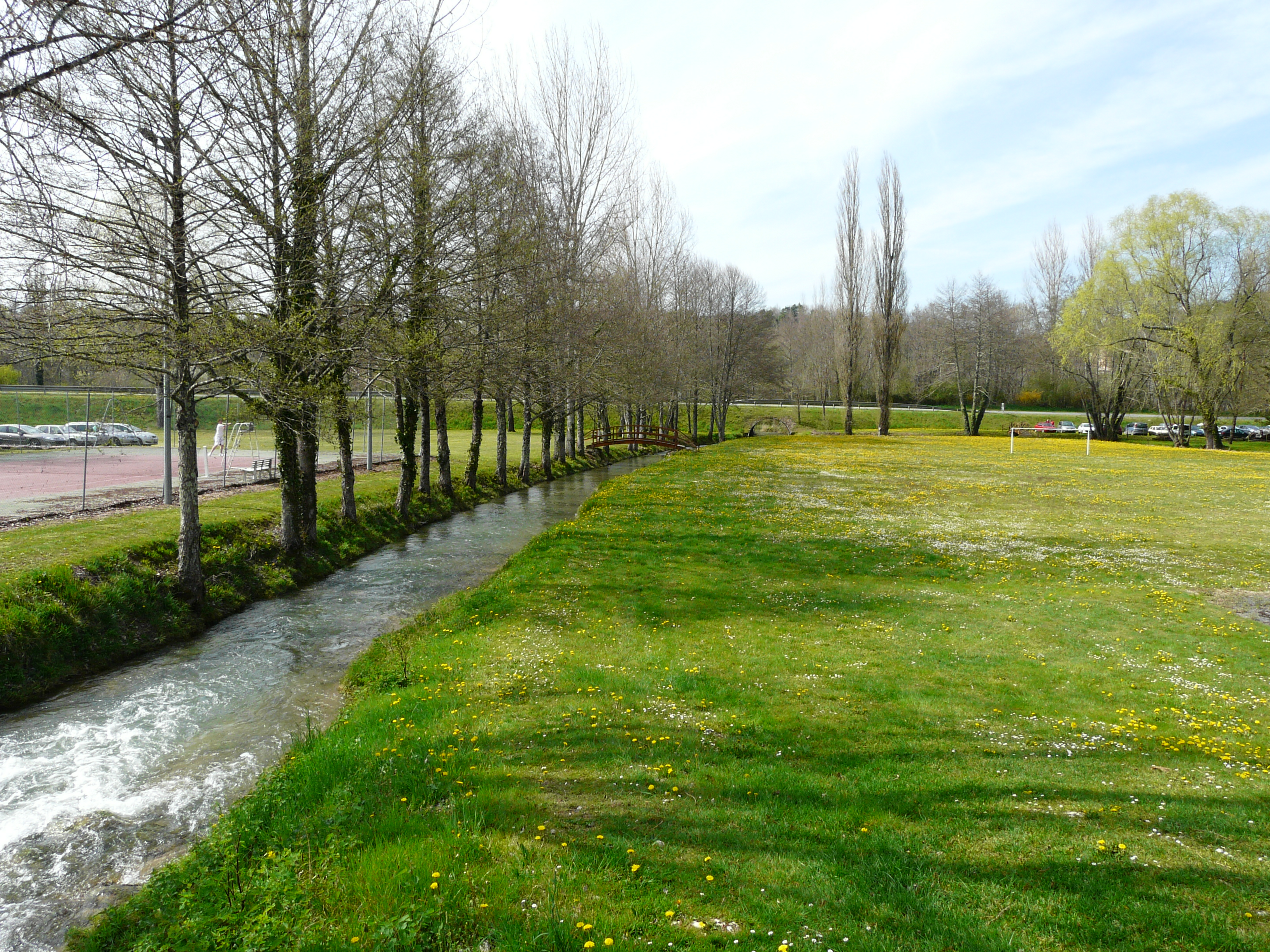
La Louyre juste en amont de son confluent avec le Caudeau.
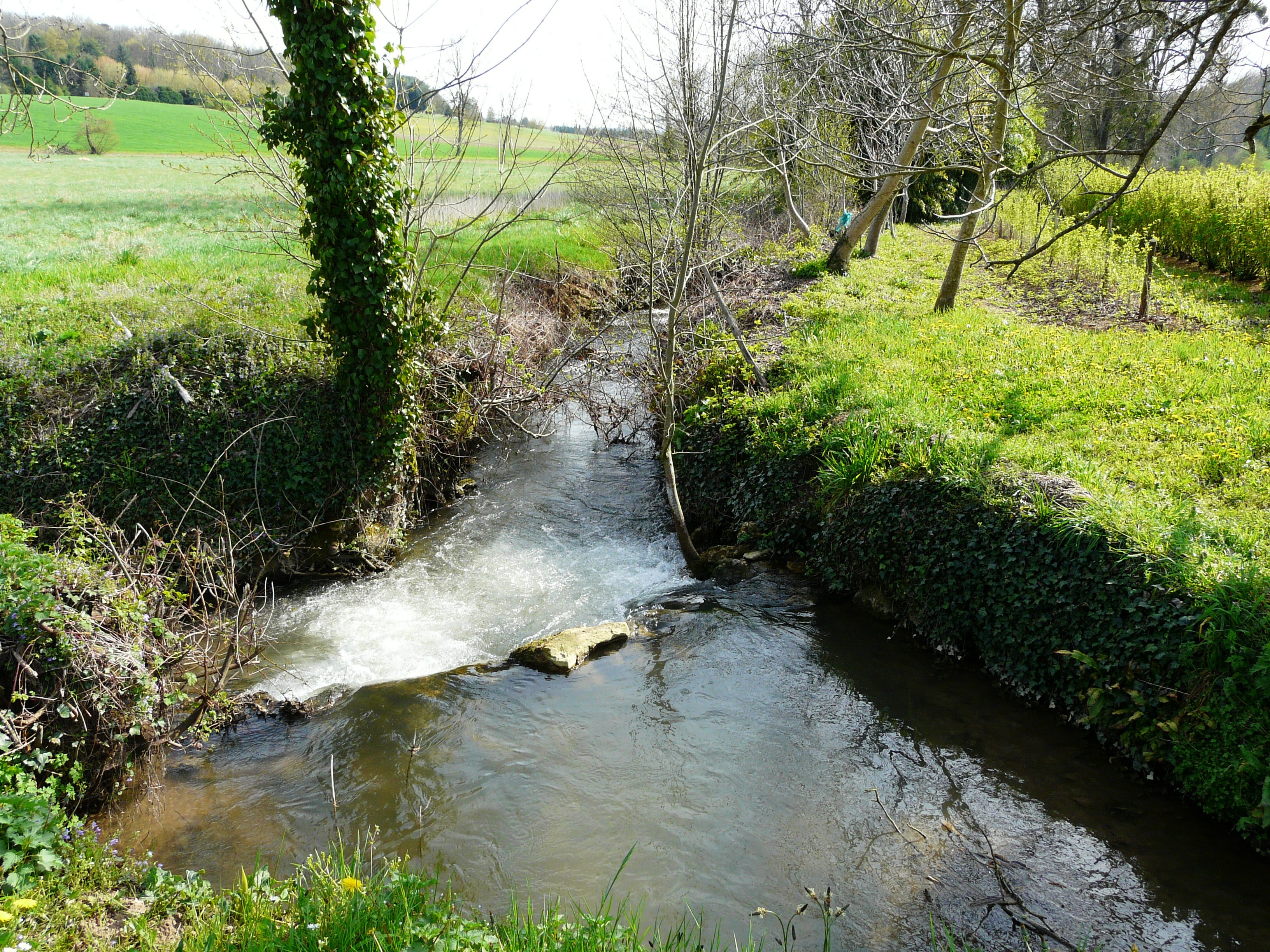
La Seyze marque la limite entre Lamonzie-Montastruc et Queyssac.
Réseaux hydrographique et routier de Lamonzie-Montastruc.

#### Gestion et qualité des eaux
Le territoire communal est couvert par le schéma d'aménagement et de gestion des eaux (SAGE) « Dordogne Atlantique ». Ce document de planification, dont le territoire correspond au sous‐bassin le plus aval du bassin versant de la Dordogne (aval de la confluence Dordogne - Vézère)., d'une superficie de 2 700 km2 est en cours d'élaboration. La structure porteuse de l'élaboration et de la mise en œuvre est l'établissement public territorial de bassin de la Dordogne (EPIDOR). Il définit sur son territoire les objectifs généraux d’utilisation, de mise en valeur et de protection quantitative et qualitative des ressources en eau superficielle et souterraine, en respect des objectifs de qualité définis dans le troisième SDAGE  du Bassin Adour-Garonne qui couvre la période 2022-2027, approuvé le 10 mars 2022.
La qualité des eaux de baignade et des cours d’eau peut être consultée sur un site dédié géré par les agences de l’eau et l’Agence française pour la biodiversité.

### Climat
Pour des articles plus généraux, voir Climat de la Nouvelle-Aquitaine et Climat de la Dordogne.
Historiquement, la commune est exposée à un climat océanique aquitain.  
En 2020, Météo-France publie une typologie des climats de la France métropolitaine dans laquelle la commune est exposée à un climat océanique altéré et est dans la région climatique  Aquitaine, Gascogne, caractérisée par une pluviométrie abondante au printemps, modérée en automne, un faible ensoleillement au printemps, un été chaud (19,5 °C), des vents faibles, des brouillards fréquents en automne et en hiver et des orages fréquents en été (15 à 20 jours).
Pour la période 1971-2000, la température annuelle moyenne est de 12,7 °C, avec  une amplitude thermique annuelle de 15,4 °C. Le cumul annuel moyen de précipitations est de 853 mm, avec 12 jours de précipitations en janvier et 6,8 jours en juillet. Pour la période 1991-2020, la température moyenne annuelle observée sur la station météorologique la plus proche, située sur la commune de Bergerac à 10 km à vol d'oiseau, est de 13,2 °C et le cumul annuel moyen de précipitations est de 792,9 mm,. Pour l'avenir, les paramètres climatiques de la commune estimés pour 2050 selon différents scénarios d’émission de gaz à effet de serre sont consultables sur un site dédié publié par Météo-France en novembre 2022.

## Urbanisme

### Typologie
Au 1er janvier 2024, Lamonzie-Montastruc est catégorisée commune rurale à habitat dispersé, selon la nouvelle grille communale de densité à 7 niveaux définie par l'Insee en 2022.
Elle est située hors unité urbaine. Par ailleurs la commune fait partie de l'aire d'attraction de Bergerac, dont elle est une commune de la couronne,. Cette aire, qui regroupe 73 communes, est catégorisée dans les aires de 50 000 à moins de 200 000 habitants,.

### Occupation des sols
L'occupation des sols de la commune, telle qu'elle ressort de la base de données européenne d’occupation biophysique des sols Corine Land Cover (CLC), est marquée par l'importance des forêts et milieux semi-naturels (65,5 % en 2018), en augmentation par rapport à 1990 (64,5 %). La répartition détaillée en 2018 est la suivante : 
forêts (62,2 %), prairies (19,8 %), zones agricoles hétérogènes (11,5 %), terres arables (3,3 %), milieux à végétation arbustive et/ou herbacée (3,3 %). L'évolution de l’occupation des sols de la commune et de ses infrastructures peut être observée sur les différentes représentations cartographiques du territoire : la carte de Cassini (XVIIIe siècle), la carte d'état-major (1820-1866) et les cartes ou photos aériennes de l'IGN pour la période actuelle (1950 à aujourd'hui).

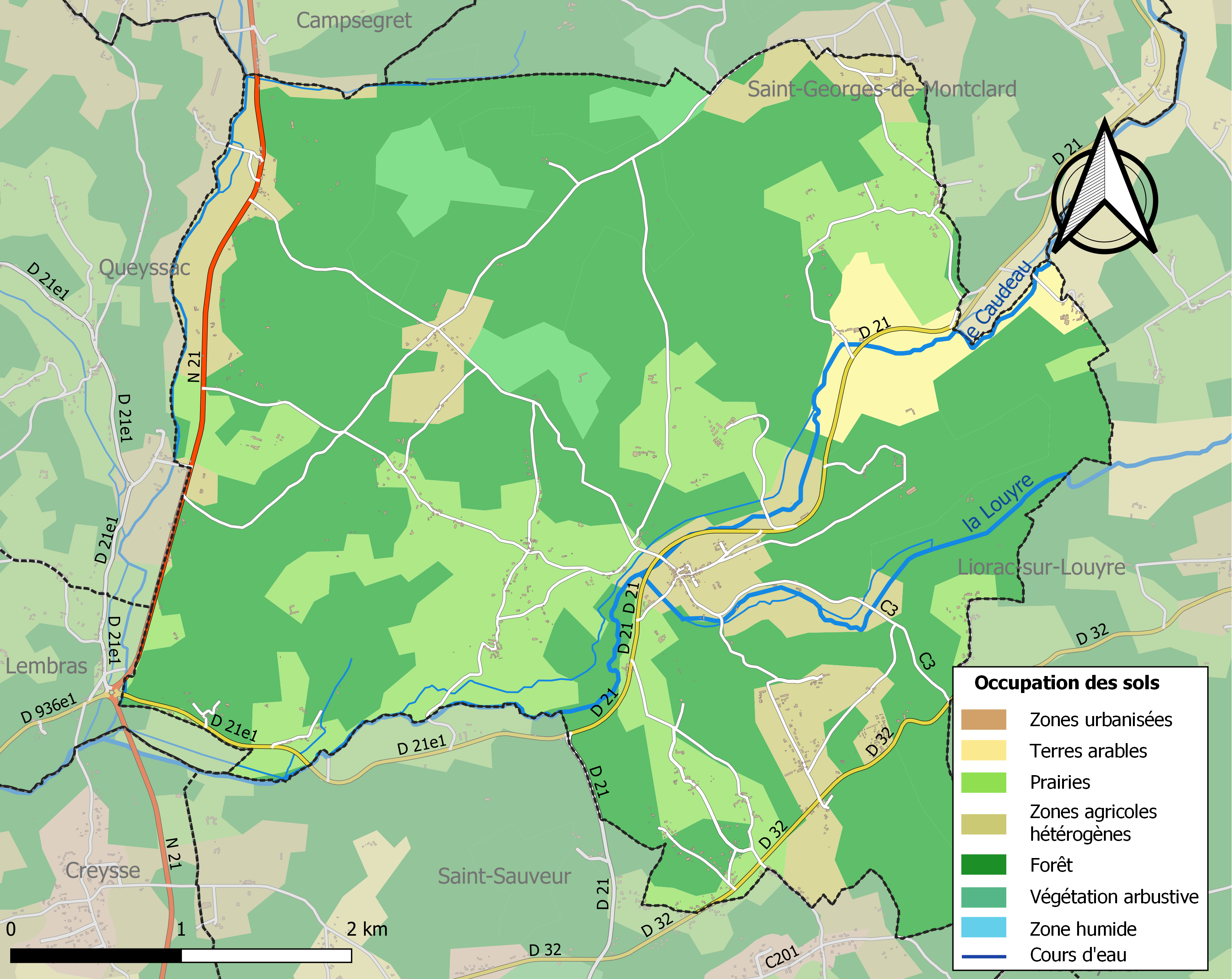
Carte des infrastructures et de l'occupation des sols de la commune en 2018 (CLC).

### Prévention des risques
Le territoire de la commune de Lamonzie-Montastruc est vulnérable à différents aléas naturels : météorologiques (tempête, orage, neige, grand froid, canicule ou sécheresse), inondations, feux de forêts, mouvements de terrains et séisme (sismicité très faible). Il est également exposé à un risque technologique, le transport de matières dangereuses. Un site publié par le BRGM permet d'évaluer simplement et rapidement les risques d'un bien localisé soit par son adresse soit par le numéro de sa parcelle.

#### Risques naturels
Certaines parties du territoire communal sont susceptibles d’être affectées par le risque d’inondation par débordement de cours d'eau, notamment le Caudeau et la Louyre. La commune a été reconnue en état de catastrophe naturelle au titre des dommages causés par les inondations et coulées de boue survenues en 1982, 1988 et 1999,. Le risque inondation est pris en compte dans l'aménagement du territoire de la commune par le biais du plan de prévention des risques inondation (PPRI) de la « vallée du Caudeau », couvrant 14 communes et approuvé le 11 septembre 2015, pour les crues du Caudeau,.
Lamonzie-Montastruc est exposée au risque de feu de forêt. L’arrêté préfectoral du 14 mars 2013 fixe les conditions de pratique des incinérations et de brûlage dans un objectif de réduire le risque de départs d’incendie. À ce titre, des périodes sont déterminées : interdiction totale du 15 février au 15 mai et du 15 juin au 15 octobre, utilisation réglementée du 16 mai au 14 juin et du 16 octobre au 14 février. En septembre 2020, un plan inter-départemental de protection des forêts contre les incendies (PidPFCI) a été adopté pour la période 2019-2029,.

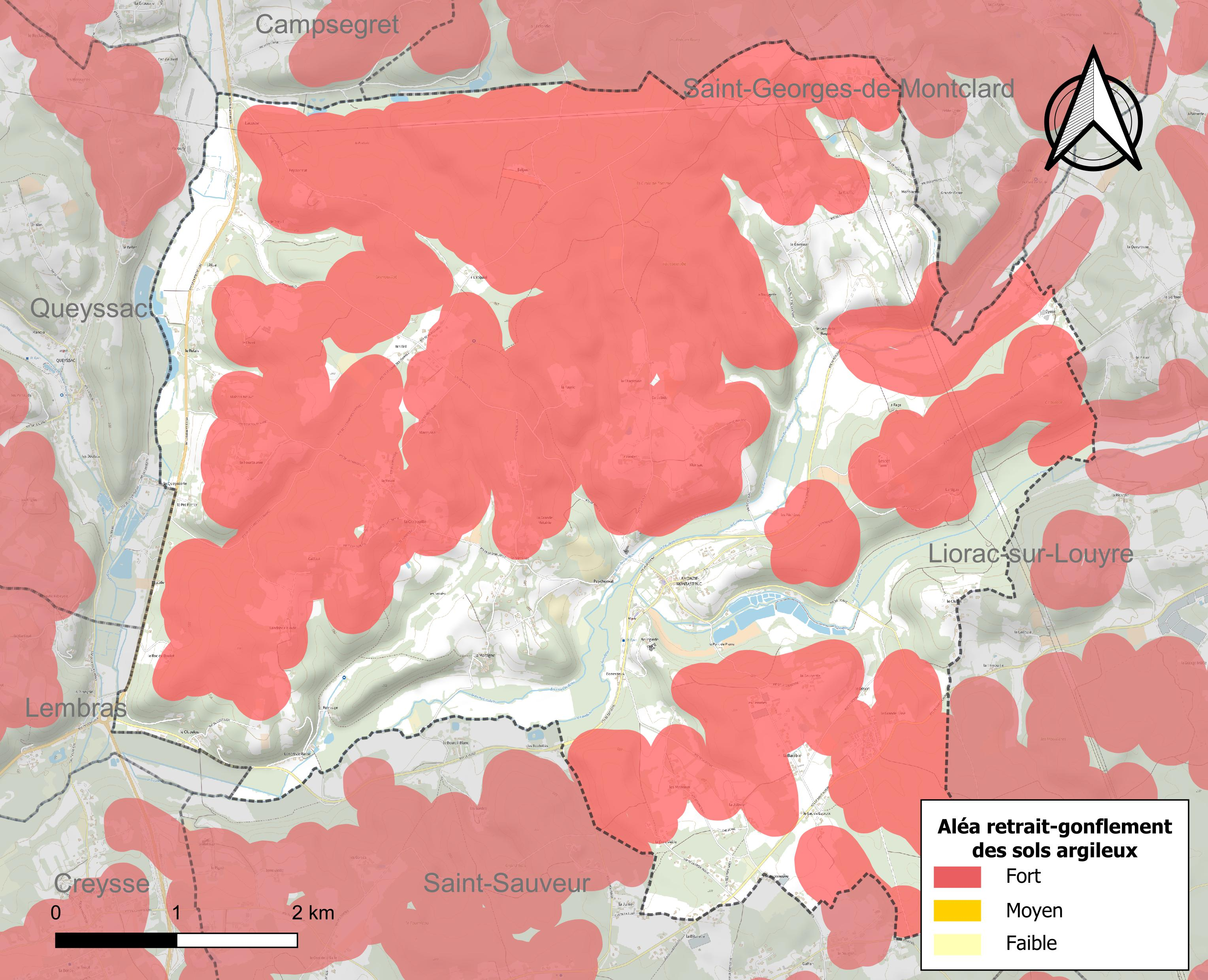
Carte des zones d'aléa retrait-gonflement des sols argileux de Lamonzie-Montastruc.

Les mouvements de terrains susceptibles de se produire sur la commune sont des tassements différentiels. Le retrait-gonflement des sols argileux est susceptible d'engendrer des dommages importants aux bâtiments en cas d’alternance de périodes de sécheresse et de pluie. 62,6 % de la superficie communale est en aléa moyen ou fort (58,6 % au niveau départemental et 48,5 % au niveau national métropolitain). Depuis le 1er octobre 2020, en application de la loi ÉLAN, différentes contraintes s'imposent aux vendeurs, maîtres d'ouvrages ou constructeurs de biens situés dans une zone classée en aléa moyen ou fort,.
La commune a été reconnue en état de catastrophe naturelle au titre des dommages causés par la sécheresse en 2005 et 2011 et par des mouvements de terrain en 1999.

## Toponymie
Les premières mentions du village de « Lamonzie » remontent au XIIIe siècle sous les formes La Monzia puis La Monsia. Tiré de l'occitan « mongia » qui représente un couvent de moniales, le nom du village atteste l'existence d'un ancien établissement religieux. Sur la carte de Cassini représentant la France entre 1756 et 1789, le village est identifié sous le nom de la Mongie.
« Montastruc » est également relevé au XIIIe siècle sous les formes Montastrucus et Rappayrium de Monte Astruco (repaire de Montastruc), qui indiquent la position surélevée du lieu (en occitan mont, provenant du latin mons). Astruc peut se référer soit à un nom de personne chanceuse, soit à la position favorable du lieu.
En occitan, la commune porte le nom de La Móngia de Mont Astruc.

## Histoire

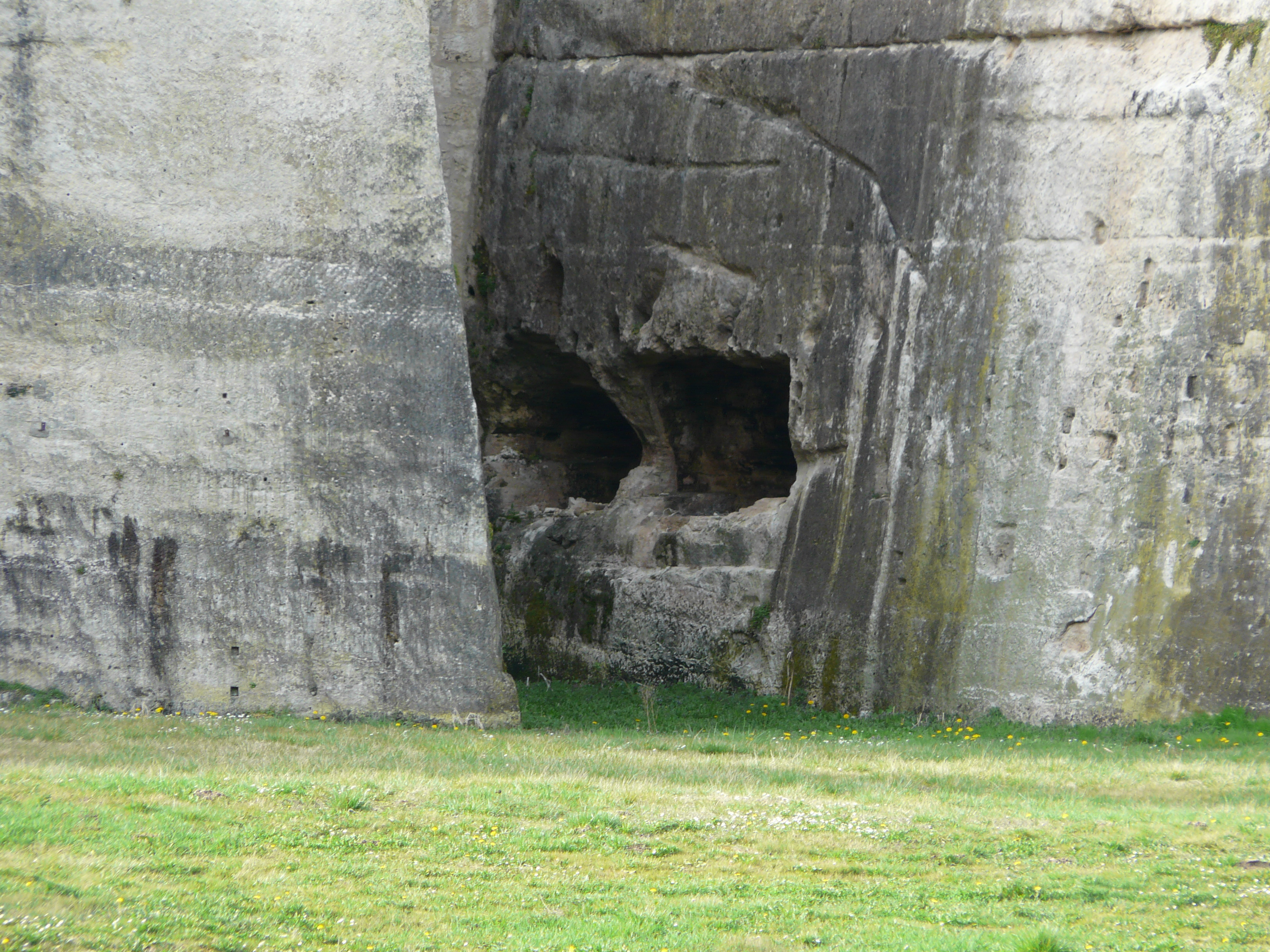
Grottes au pied du château de Montastruc.

Des traces de présences acheuléenne et moustérienne ont été découvertes dans la grotte du Gué de la Roque.
Des habitats troglodytiques sont présents sur le site du château de Montastruc.
Au début de la Révolution, l'ancienne commune du Quartier de Villebois fusionne avec celle de Lamonzie-Montastruc.

## Politique et administration

### Rattachements administratifs
La commune de Lamonzie-Montastruc a, dès 1790, été rattachée au canton de Liorac qui dépendait du district de Bergerac. En 1800, le canton de Liorac est supprimé, de même que les districts, et la commune est rattachée au canton de Bergerac dépendant de l'arrondissement de Bergerac. En 1973, le canton de Bergerac est scindé en deux et Lamonzie-Montastruc est désormais rattachée au canton de Bergerac-2.

### Intercommunalité
En 2002, Lamonzie-Montastruc intègre la communauté de communes des Trois Vallées du Bergeracois. Cette structure intercommunale fusionne avec deux autres pour former au 1er janvier 2013 la communauté d'agglomération bergeracoise. Celle-ci fusionne avec la communauté de communes des Coteaux de Sigoulès au 1er janvier 2017 pour former la nouvelle communauté d'agglomération bergeracoise.

### Administration municipale
La population de la commune étant comprise entre 500 et 1 499 habitants au recensement de 2017, quinze conseillers municipaux ont été élus en 2020,.

### Liste des maires

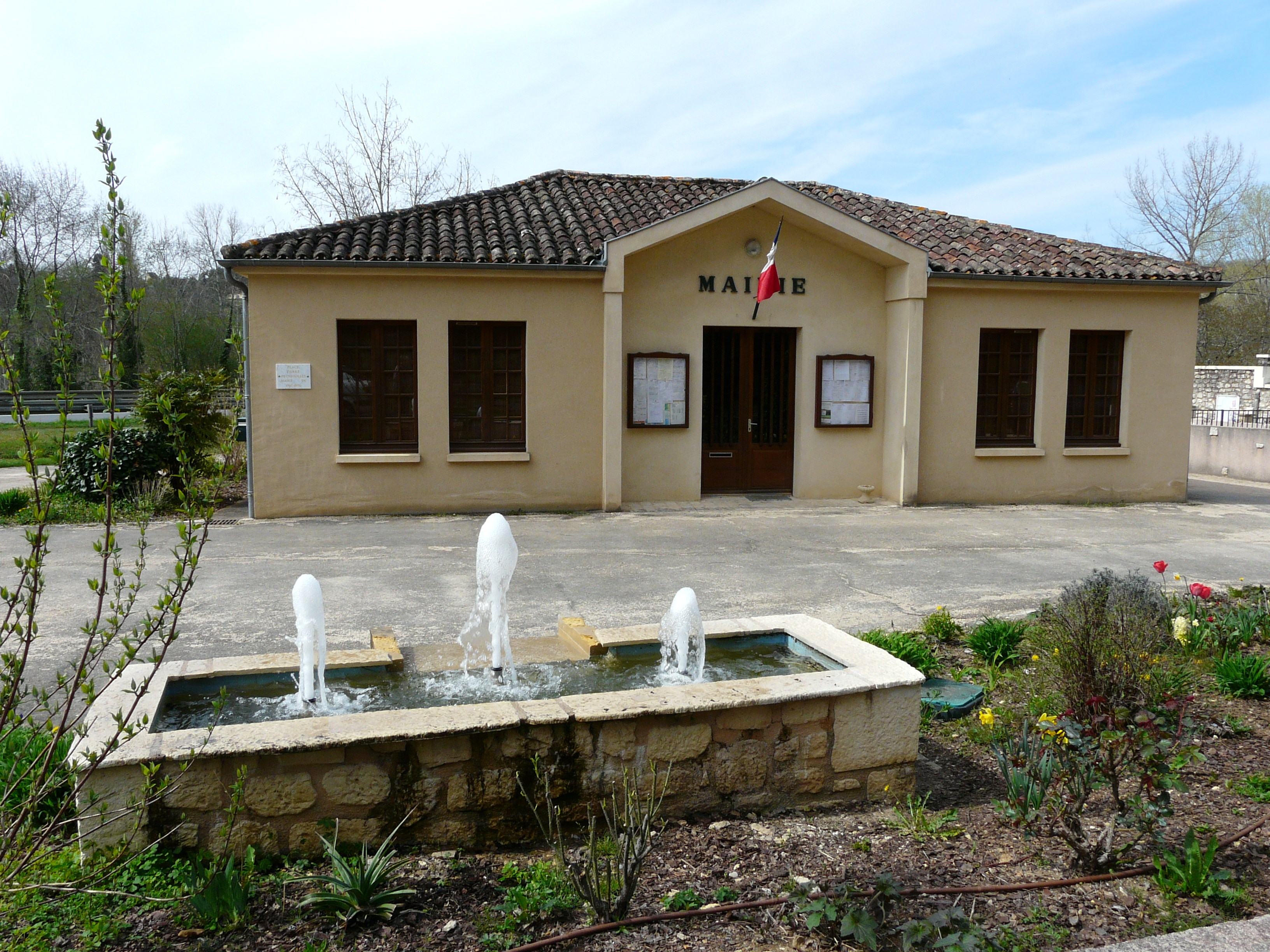
La mairie.

| Période                                  | Période       | Identité                | Étiquette   | Qualité                            |
| ---------------------------------------- | ------------- | ----------------------- | ----------- | ---------------------------------- |
| Les données manquantes sont à compléter. |               |                         |             |                                    |
| 1792                                     | 1802          | Lescot Gay              |             |                                    |
| 1802                                     | 1808          | Jean Pech Peyrière      |             |                                    |
| 1808                                     | 1814          | Charles de Vassal       |             |                                    |
| 1814                                     | 1815          | Jean Rabier             |             |                                    |
| 1815                                     | 1815          | Jean Lescot             |             |                                    |
| 1815                                     | 1817          | Charles de Vassal       |             |                                    |
| 1817                                     | 1819          | Jean Rabier             |             |                                    |
| 1820                                     | 1832          | François Joseph d'Abzac |             |                                    |
| 1832                                     | 1835          | Lescot Gay              |             |                                    |
| 1835                                     | 1840          | Jean Rabier             |             |                                    |
| 1840                                     | 1846          | Élie Géraud             |             |                                    |
| 1846                                     | mai 1852      | Philippe Henry Montaud  |             |                                    |
| août 1852                                | 1854          | Jean Jacques Loreilhe   |             |                                    |
| décembre 1854                            | 1864          | Pierre Durand           |             |                                    |
| 1865                                     | 1870          | Philippe Henry Montaud  |             |                                    |
| 1871                                     | décembre 1871 | Chord                   |             |                                    |
| décembre 1871                            | avril 1879    | Philippe Henry Montaud  |             |                                    |
| avril 1879                               | février 1882  | Jean Gay-Lescot         |             |                                    |
| février 1882                             | mars 1885     | Étienne Arnouil         |             |                                    |
| mars 1885                                | mai 1892      | Jean Gay-Lescot         |             |                                    |
| mai 1892                                 | mai 1896      | Pierre Alary            |             |                                    |
| mai 1896                                 | 1923          | Gabriel de Lostanges    |             | Retraité                           |
| décembre 1923                            | décembre 1934 | Désiré Mourot           |             |                                    |
| décembre 1934                            | mai 1935      | Frut                    |             | Adjoint faisant fonctions de maire |
| mai 1935                                 | mai 1945      | Max Begouën             |             |                                    |
| mai 1945                                 | avril 1967    | Camille Dousset         |             | Instituteur                        |
| mai 1967                                 | décembre 1996 | Pierre Broussoles       |             | Agriculteur                        |
| janvier 1997                             | mai 2020      | Alain Monteil           | SE puis DVG | Retraité                           |
| mai 2020                                 | En cours      | Jean-Michel Dreuil      |             |                                    |

## Équipements et services publics

### Enseignement
En 2012, Lamonzie-Montastruc est organisée en regroupement pédagogique intercommunal (RPI) avec la commune de Saint-Sauveur au niveau des classes de maternelle et de primaire. La commune assure le cours préparatoire et la maternelle, les classes de cours élémentaire et de cours moyen s'effectuant à Saint-Sauveur.

### Justice
Dans le domaine judiciaire, Lamonzie-Montastruc relève : 
- du tribunal judiciaire, du tribunal pour enfants, du conseil de prud'hommes et du tribunal de commerce de Bergerac ;
- du pôle Nationalité du tribunal judiciaire de Périgueux (compétent uniquement dans le domaine de la nationalité) ;
- de la cour d'appel, du tribunal administratif et de la  cour administrative d'appel de Bordeaux.

## Population et société

### Démographie
L'évolution du nombre d'habitants est connue à travers les recensements de la population effectués dans la commune depuis 1793. Pour les communes de moins de 10 000 habitants, une enquête de recensement portant sur toute la population est réalisée tous les cinq ans, les populations de référence des années intermédiaires étant quant à elles estimées par interpolation ou extrapolation. Pour la commune, le premier recensement exhaustif entrant dans le cadre du nouveau dispositif a été réalisé en 2004.

En 2022, la commune comptait 692 habitants, en évolution de −3,49 % par rapport à 2016 (Dordogne : +0,37 %, France hors Mayotte : +2,11 %).
| 1793  | 1800 | 1806 | 1821 | 1831 | 1836 | 1841 | 1846 | 1851 |
| ----- | ---- | ---- | ---- | ---- | ---- | ---- | ---- | ---- |
| 1 027 | 652  | 735  | 892  | 982  | 905  | 968  | 983  | 998  |

| 1856  | 1861  | 1866 | 1872 | 1876 | 1881 | 1886 | 1891 | 1896 |
| ----- | ----- | ---- | ---- | ---- | ---- | ---- | ---- | ---- |
| 1 002 | 1 007 | 912  | 840  | 833  | 796  | 744  | 694  | 634  |

| 1901 | 1906 | 1911 | 1921 | 1926 | 1931 | 1936 | 1946 | 1954 |
| ---- | ---- | ---- | ---- | ---- | ---- | ---- | ---- | ---- |
| 601  | 684  | 607  | 530  | 548  | 522  | 511  | 522  | 448  |

| 1962 | 1968 | 1975 | 1982 | 1990 | 1999 | 2004 | 2006 | 2009 |
| ---- | ---- | ---- | ---- | ---- | ---- | ---- | ---- | ---- |
| 415  | 351  | 377  | 407  | 539  | 531  | 557  | 563  | 632  |

| 2014 | 2019 | 2022 | - | - | - | - | - | - |
| ---- | ---- | ---- | - | - | - | - | - | - |
| 707  | 694  | 692  | - | - | - | - | - | - |

### Manifestations culturelles et festivités
- Fête locale le 15 août.

## Économie

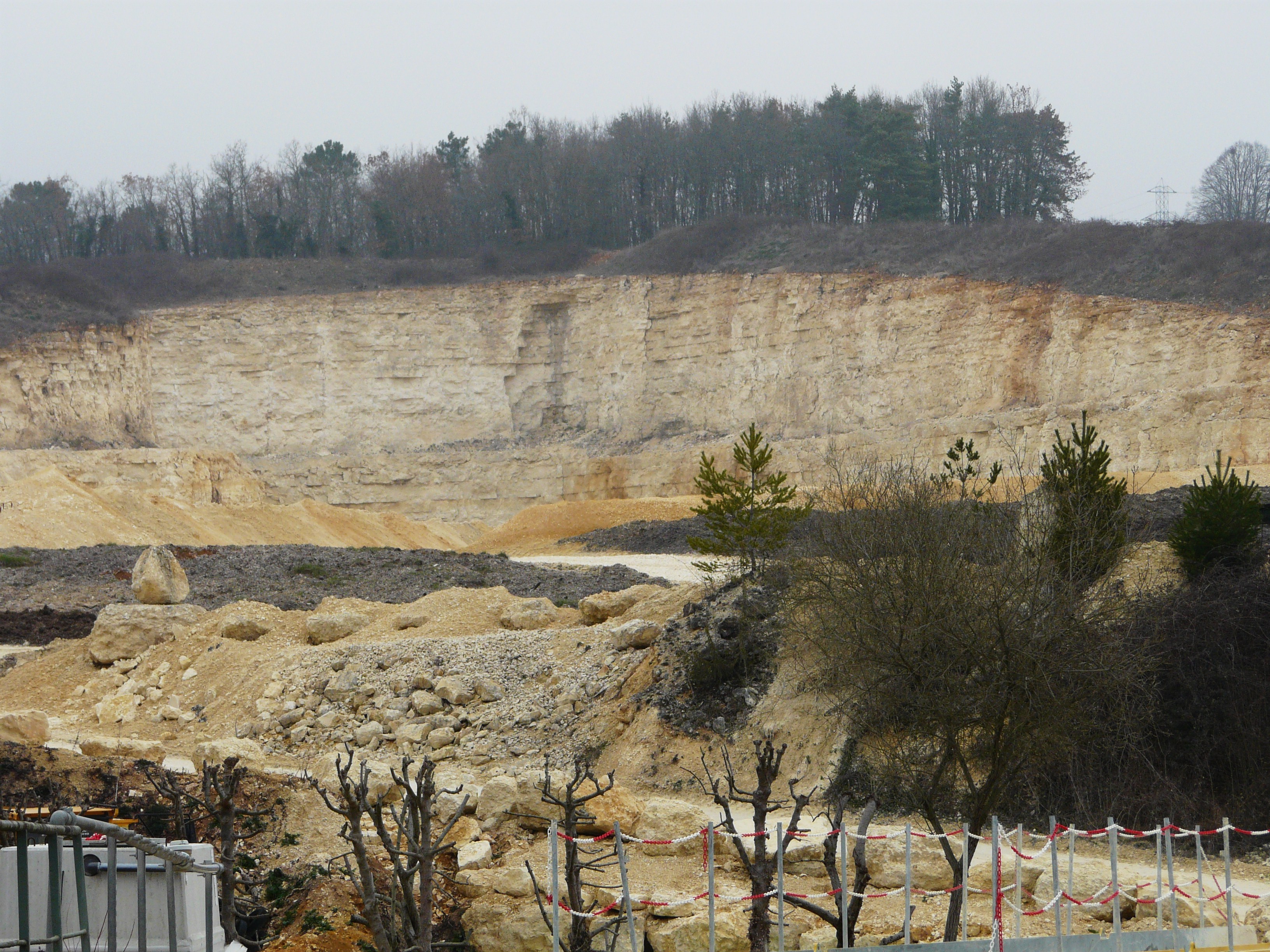
La carrière de calcaire du Gué de la Roque.

### Emploi
En 2015, parmi la population communale comprise entre 15 et 64 ans, les actifs représentent 328 personnes, soit 45,9 % de la population municipale. Le nombre de chômeurs (quarante-sept) a plus que doublé par rapport à 2010 (vingt-deux) et le taux de chômage de cette population active s'établit à 14,2 %.

### Établissements
Au 31 décembre 2015, la commune compte soixante-cinq établissements, dont trente-trois au niveau des commerces, transports ou services, seize relatifs au secteur administratif, à l'enseignement, à la santé ou à l'action sociale, huit dans la construction, six dans l'agriculture, la sylviculture ou la pêche, et deux dans l'industrie.

### Entreprises
La « SA Carrières de Thiviers » exploite une carrière de calcaire crétacé au lieu-dit le Gué de la Roque. La capacité d'extraction est de 350 000 tonnes par an.

## Culture locale et patrimoine

### Lieux et monuments

#### Patrimoine civil
- le château de Bellegarde, implanté à 300 mètres au sud du village, sur une hauteur, a été construit au XIVe siècle et restauré aux XIXe et XXe siècles. Il comporte une porte médiévale et un pavillon Renaissance. Il est inscrit au titre des monuments historiques depuis 2006[64].
- le château de Montastruc est situé 200 mètres au nord-ouest du village. C'était au XIVe siècle l'un des fiefs de la famille d'Abzac de la Douze. Rasé en 1438, le château fut reconstruit en 1471 moyennant la soumission de la veuve de Bertrand d'Abzac à l'autorité royale. Après une inscription partielle en 1973 au titre des monuments historiques, il a été inscrit en totalité en 2001[65].
- le château de Lescot (ou manoir de Lescot) situé à plus d'un kilomètre au nord-est du village, date du XVIIe siècle[66].
- le manoir de Monsac, construit au XVIIIe siècle[67]
- la chartreuse de la Fourtonie[68] construite au XVIIIe siècle.

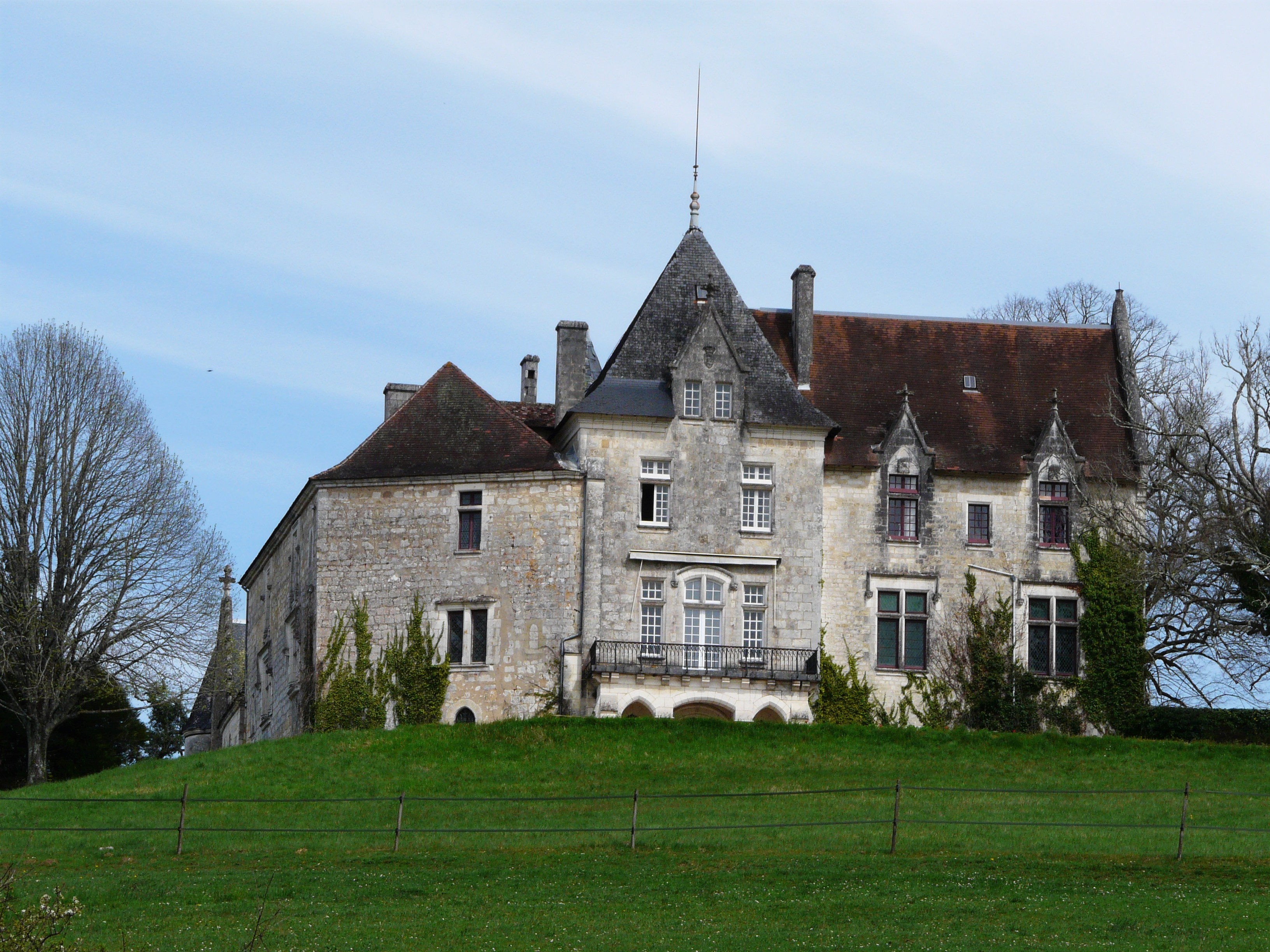
Le château de Bellegarde.
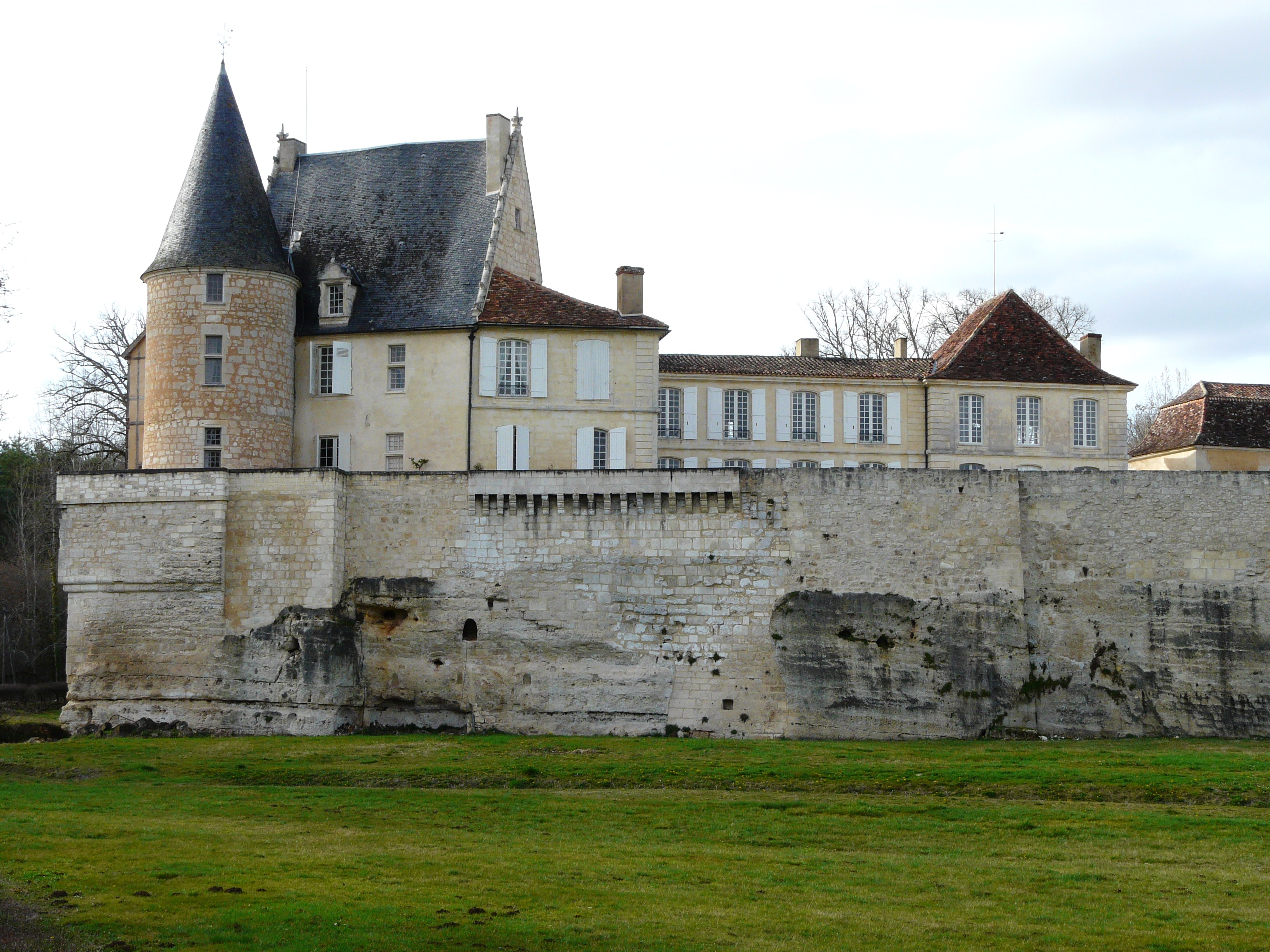
Le château de Montastruc.
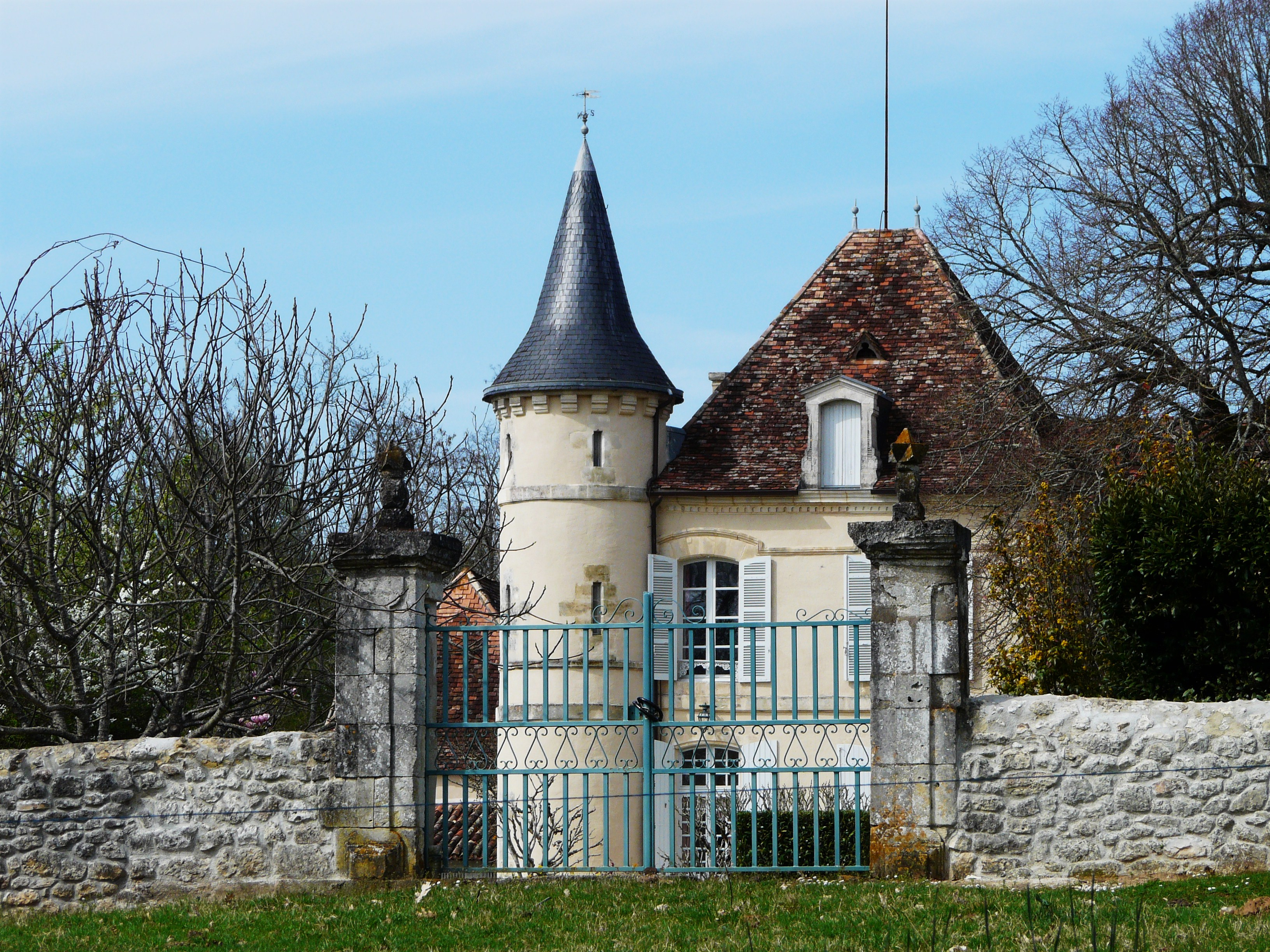
L'entrée du château de Lescot.

#### Patrimoine religieux
L'église romane Notre-Dame de l'Assomption présente un portail à voussures du XIIe siècle et une coupole à la croisée du transept.
À l'intérieur de l'église sur le sol git une clé de voûte qui pourrait être l'ancienne clé datant d'avant la reconstruction du clocher dans la première moitié du XXe siècle. Hormis le clocher, l'église a été inscrite au titre des monuments historiques en 1974,.

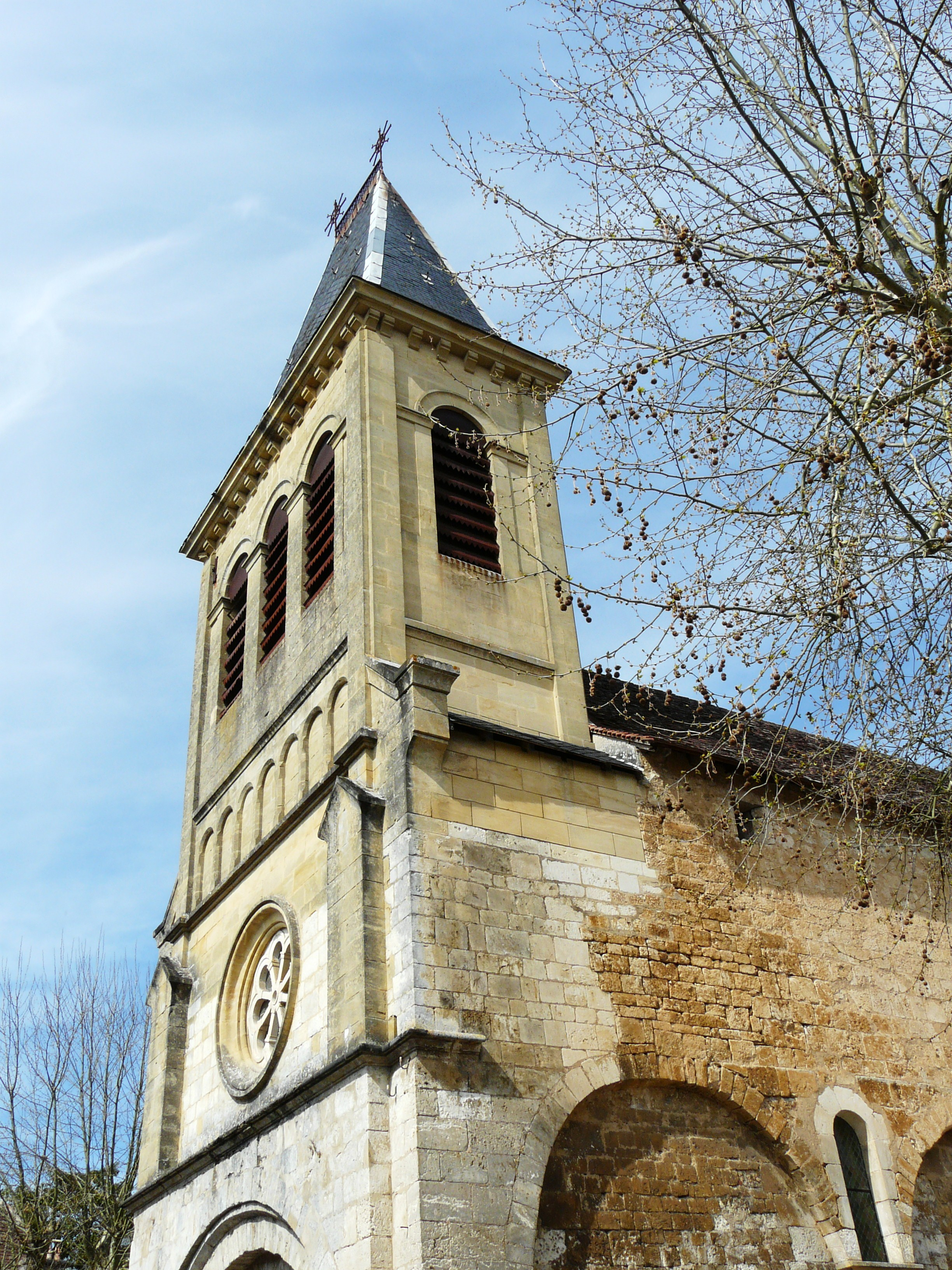
Le clocher de l'église.
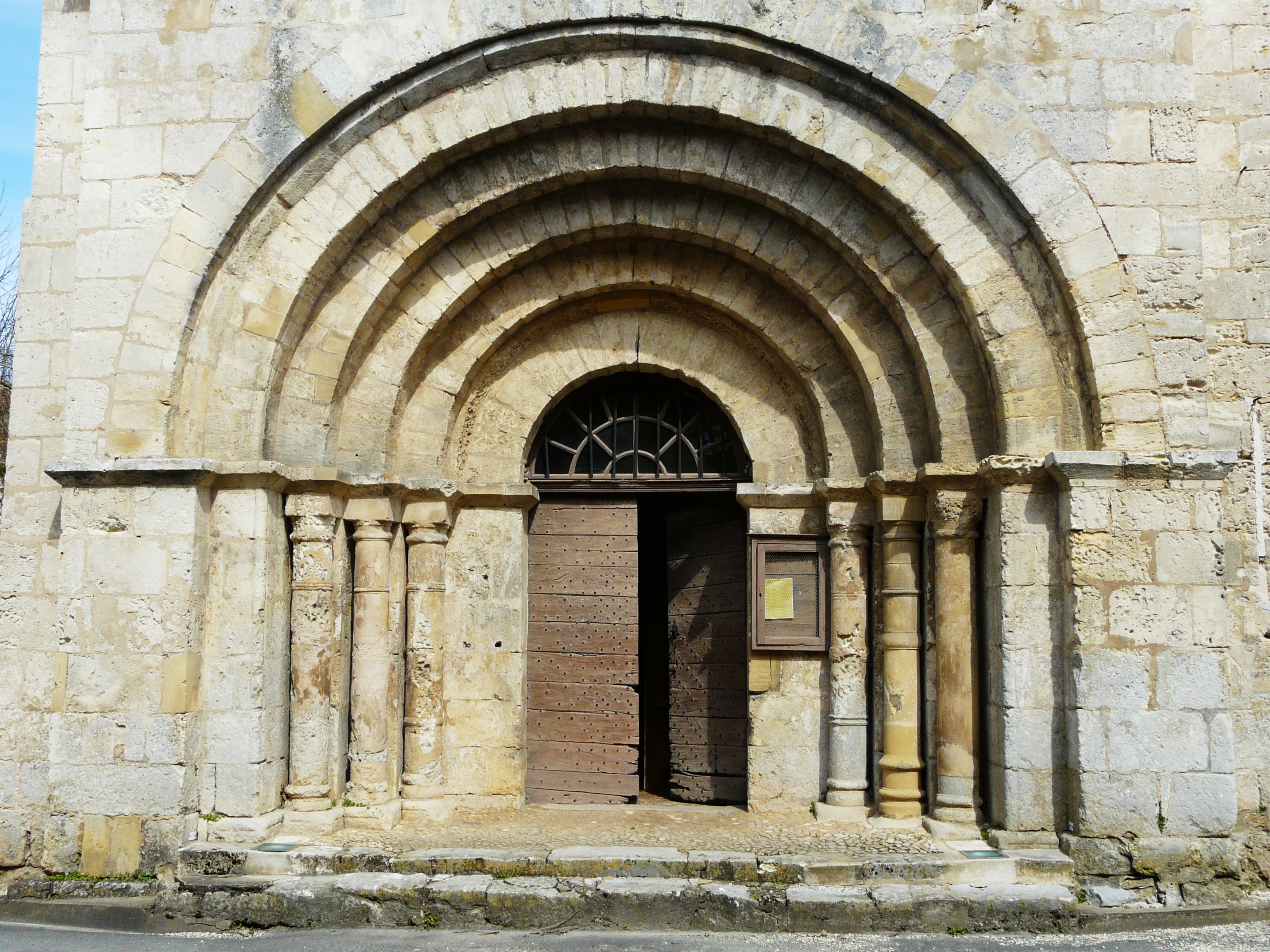
Le portail occidental.
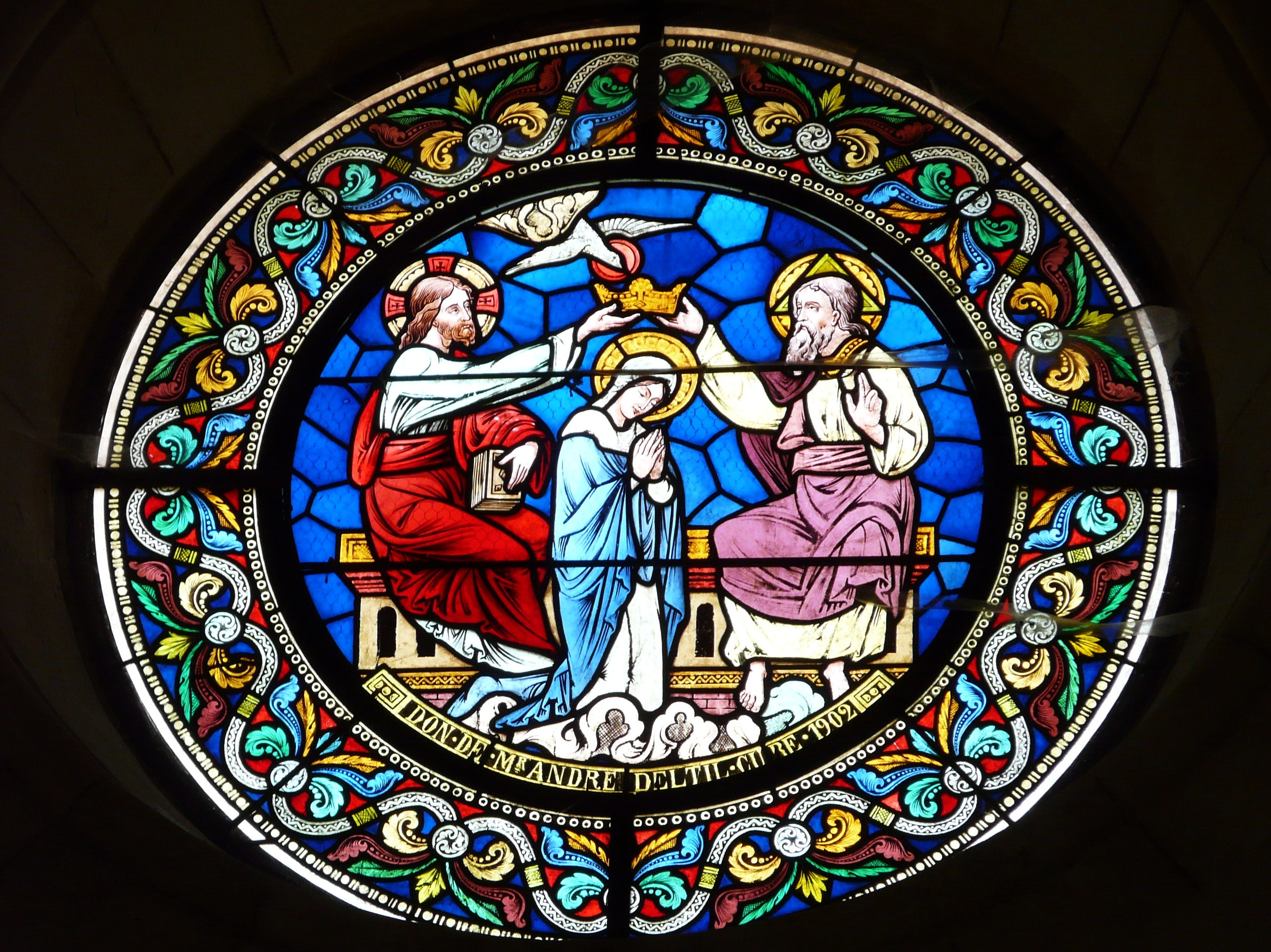
Vitrail du couronnement de Marie.
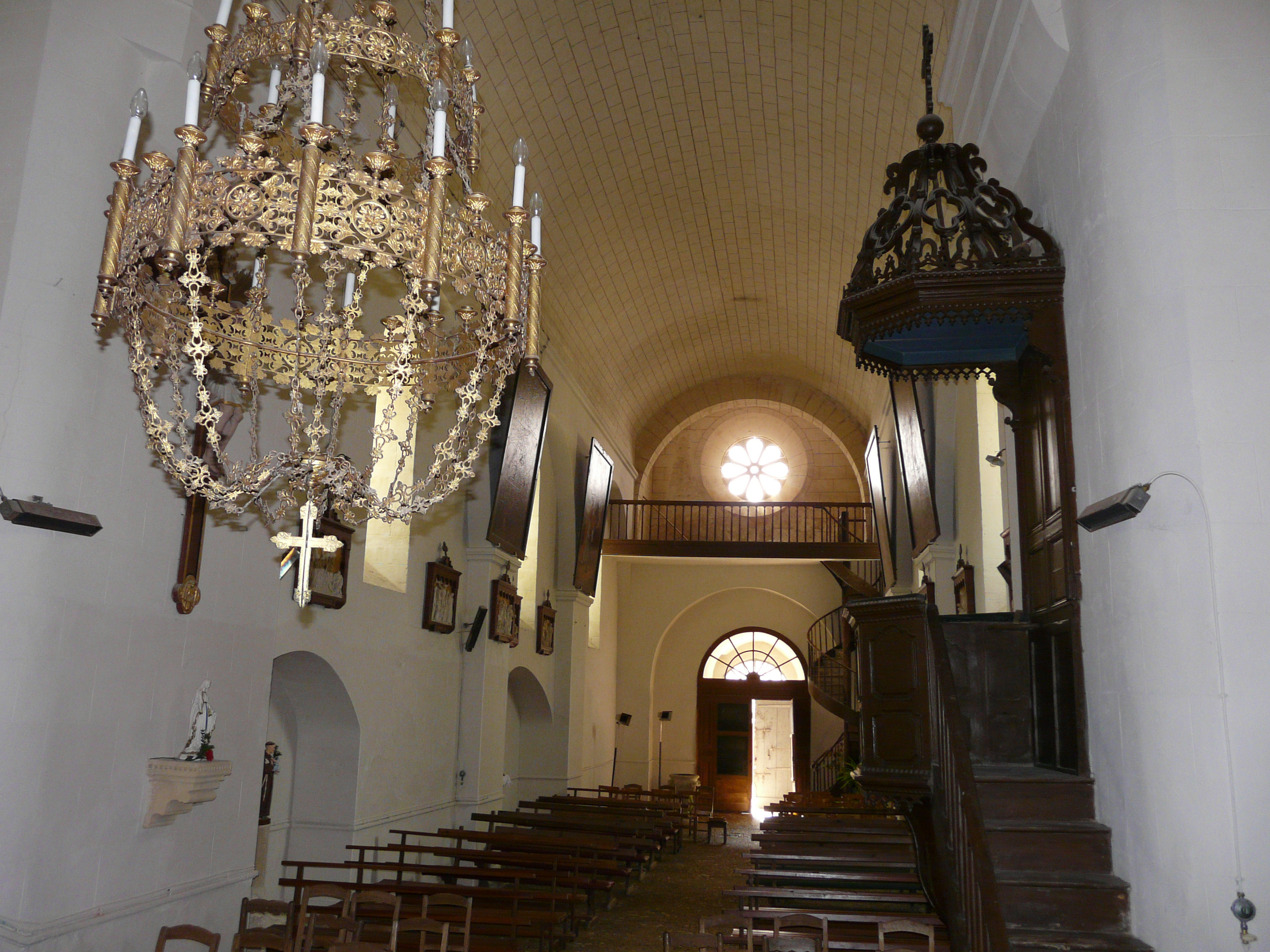
La nef et la chaire.

### Patrimoine naturel
Au sud-est de la commune, un petit secteur d'une cinquantaine d'hectares situé au sud de la route départementale 32 fait partie d'une zone naturelle d'intérêt écologique, faunistique et floristique (ZNIEFF) de type II : la forêt de Liorac, refuge de la grande faune,.

### Héraldique
| Blason de Lamonzie-Montastruc | Blason  | D'argent à la bande d'azur chargée d'un besant d'argent, accompagnée, en chef, d'une épée haute de gueules adextrée d'une étoile du même et, en pointe, d'un renard de gueules les pattes antérieures emportant un oiseau du même ; à la bordure d'azur chargée de huit besants d'argent. Devise / Cri1250 qui ne veut selle, Dieu lui donne bât 1993. |
| Blason de Lamonzie-Montastruc | Détails | Le statut officiel du blason reste à déterminer. |

## Pour approfondir